# Кървав съвет
Кървавият съвет (на нидерландски: Bloedraad), наричан официално Трибунал за безредиците (на испански: Tribunal de los Tumultos) е извънреден съд, действал в Испанска Нидерландия през 1567-1576 година.
Предназначен за преследване на водачите на политическите и религиозни вълнения в страната, той става известен с произнесените множество смъртни присъди, според някои оценки над 18 хиляди.
Кървавият съвет е създаден на 6 септември 1567 година от генерал-губернатора херцог Алба по нареждане на испанския крал Филип II и бързо предизвиква силното недоволство на местното население. Още при създаването на съда са обвинени 10 хиляди души, много от тях изтъкнати личности, като принц Вилхелм Орански. На 7 юни 1574 година наследникът на Алба Луис де Рекесенс обявява премахването на трибунала в замяна на субсидия, отпусната му от Генералните щати, но на практика той продължава да действа до масовото въстание в Брюксел през лятото на 1576 година.